# 科蒂瓦卡姆
科蒂瓦卡姆（Kottivakkam），是印度泰米尔纳德邦Kancheepuram县的一个城镇。总人口13914（2001年）。

## 人口
该地2001年总人口13914人，其中男性7171人，女性6743人；0—6岁人口1453人，其中男767人，女686人；识字率71.03%，其中男性为77.63%，女性为64.01%。